# Theodore William Richards
Theodore William Richards, ameriški znanstvenik, * 31. januar 1868, Germantown † 2. april 1928, Cambridge, Massachusetts.
Velja za prvega ameriškega znanstvenika, ki je prejel Nobelovo nagrado na področju kemije. Nagrado je prejel za njegove prispevke k natančni določitvi atomskih mas velikega števila kemijskih elementov. V svoje življenju je zelo tesno sodeloval z Josiahom Parsonsom Cookom. 

## Življenje
Theodore Richards se je rodil 31. januarja 1868 v mestu Germantown v Pensilvaniji, očetu William Trost Richardsu in materi  Anni (roj. Matlack). Njegov oče je bil zelo znan slikar pokrajin in podeželja, medtem ko je njegova mama bila zelo znana pesnica. V svojem otroštvu je veliko potoval, ter bil do 14 leta šolan od mame. Njegovi prvo zanimanje za znanost se je pojavilo, ko je nekega poletja ob obisku mesta Newport spoznal profesorja Josiaha Parsonsa Cookaa, ki mu je s svojim teleskopom pokazal Saturnove obroče. Z njim je kasneje tudi sodeloval. Njegovo zanimanje se je leta 1878 le še povečalo, ko je z družino obiskal Evropo, kjer je dve leti potoval po Angliji in Franciji.
Ob vrnitvi domov se je nato leta 1883 pri komaj 14 letih vpisal na Kolidž Haverford v Pensilvaniji, kjer je leta 1885 tudi diplomiral iz naravoslovja. Nato se je vpisal na Univerzo Harvard, kjer je kasneje leta 1886 diplomiral iz področja umetnosti, kot pripravo na nadaljnje študije znanosti. Kasneje je leta 1888 tudi doktoriral iz kemije po mentorstvom Josiaha Parsonsa Cooka. Njegova doktorska tema določevanja atomske mase kisika v primerjavi z vodikom, ki jo je začel v letu 1886 je bila začetek vseh njegovih nadaljnih raziskav. Po končanem doktoratu se je eno leto izpopolnjeval v Nemčiji na Univerzi v Göttingenu pod mentorstvom Victorja Meyerja, P. Jannascha, G. Krussa in W. Hempela. 
Ob vrnitvi je nato leta  1889 sprejel vlogo docenta na Univerzi Harvard. Kasneje je leta 1901 postal tudi redni profesor, kljub temu, da so mu istega leta na Univerzi v Göttingenu ponudili boljši položaj. Leta 1903 mu je bil dodeljen položaj vodje oddelka kemije na univerzi, leta 1912 pa je postal tudi glavni profesor za kemijo ter direktor novega spominskega laboratorija Wolcotta Gibbsa.
Theodore Richards je večino svojega znanja in časa uporabil za raziskave atomske mase elementov. To je bilo zelo razvidno iz njegove študije. saj je do leta 1932 skupaj s svojimi učenci raziskovali atomske mase kar 55 elementov. Za svoja dela je prejel veliko nagrad in častnih doktoratov z različnih univerz.
Leta 1896 se je poročil z Miriam Stuart Thayer, s katero je imel hčer Grace Thayer in dva sinova, Greenougha Thayerja in Williama Theodora.
Umrl je 2. aprila 1928 v Cambridgeu pri 60 letih. Pravilo se je, da naj bi trpel za kroničnimi dihalnimi težavami, depresijo ter tresavico.

## Delo in raziskave
Večino svojega raziskovanja je Richards uporabil za odkrivanje in analiziranje atomskih mas elementov. S svojimi raziskavami je začel že leta 1889 med svojim doktorskim študijem, kjer je sprva raziskoval baker in kisik. Ob obisku Nemčije je prekinil svoje raziskave, takoj po vrnitvi pa jih je nadaljeval vse do smrti. Kmalu je razvil boljše metode za merjenje mas. V svoji študiji naj bi raziskoval atomske mase okoli 55 različnih elementov pri čemer so mu velikokrat pomagali njegovi študentje. Njegove delo je vsebovalo veliko truda in spodletelih poskusov. Kot primer lahko vzamemo njegovo analizo tulija kjer je izvedel 15000 rekristalizacij tulijevega bromata, da je pridobil čisti tulij za analizo atomske mase. Njegove metode določitve atomske mase so bile za tiste čase zelo natančne vendar tudi zelo zapletene in drage v primerjavi z današnjim časom, kjer lahko že z navadnim spektrofotometrom dobimo boljše in natančnejše rezultate z veliko manj truda. Kljub temu so bili njegovi rezultati dovolj natančni, da si je leta 1910 prislužil Davyjevo medaljo leta 1914 pa celo Nobelovo nagrado za kemijo.
Richards je s svojimi analizami tudi kot prvi dokazal, da lahko ima isti element več različnih atomskih mas, s čimer je podprl tedanji koncept za obstoj izotopov. Rezultate je dobil z analiziranjem vzorcev naravno pridobljenega svinca in svinca, ki nastaja pri radioaktivne razpadanju. Izkazalo se je, da se atomski masi nista ujemali.
Na svoj seznam izumov je dodal:
- Adiabatni kolorimeter - toplotno izolirana aparatura v kateri se analizirajo toplote spremembe reakcij.
- Nephelometer - aparatura, ki omogoča določitev koncentracije suspendiranih delcev v tekočinah in plinih na podlagi jakosti odbite svetlobe od delcev.

Njegove stranske raziskave se vključevale stisljivost oz. kompresibilnost atomov, nevtralizacije raztopin, elektrokemijske lastnosti amalgamov. Njegova raziskava o obnašanju elektrokemijskih potencialov pri nizkih temperaturah ob pomoči Nernsta je kasneje privedla do Nernstovega zakona o toploti in tretjega zakona termodinamike. 

## Nagrade in dosežki
- prejme častni doktorat Univerze Yale (1905)
- Lowellova predavanja (1908)
- prejme častni doktorat Univerze Harvard (1910)
- Davyjeva Medalja (1910)
- Prejme častni doktorat Univerze v Oxfordu, Manchester, Cambridge (1911)
- Faradayjev lektorat (1911)
- medalja Willarda Gibbsa (1912)
- Postane predsednik Ameriškega kemijskega društva (1914)
- Nobelova nagrada za kemijo (1914)
- Franklinova Medalja (1916)
- Postane predsednik Ameriške skupnosti napredne znanosti (1917)
- Častni član kraljeve Irske Akademije (1918)
- Tuji član Kraljeve skupnosti v Londonu (1919)
- Predsednik Ameriške Akademije umetnosti in znanosti (1919 – 1921)
- Lavoisierjeva medalja (1922)
- Le Blancova Medalja (1922)
- prejme častni doktorat Univerze Princeton (1923)
- postane član International Atomic Weights Committee
- Medalja Theodora Richardsa (1932)